# Ваніс-Квабебі

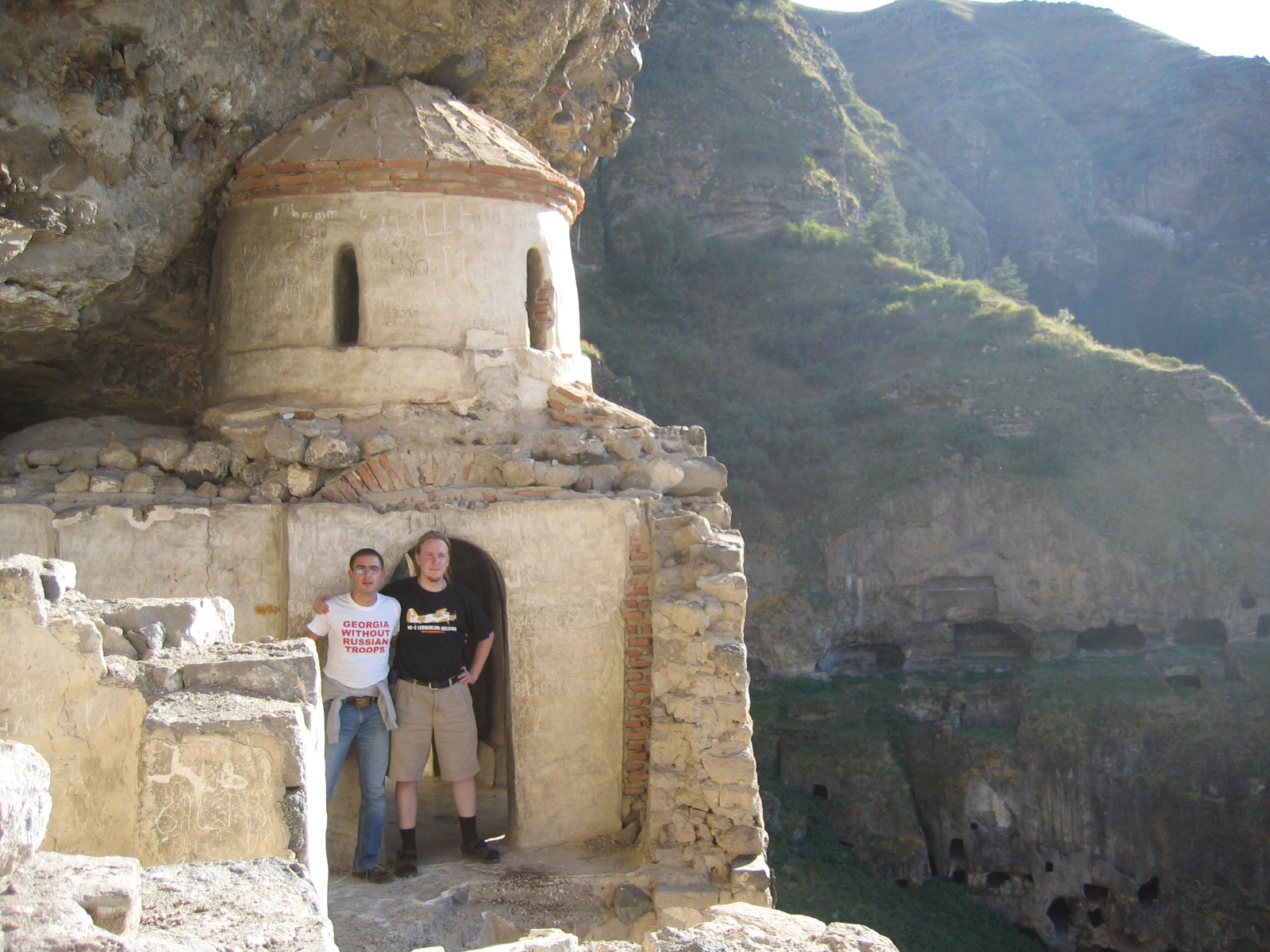

Ваніс Квабебі (груз. ვანის ქვაბები, тобто печери в місцевості Вані; уживано також в однині — Ваніс Квабі, ვანის ქვაბი) — печерний монастир в Грузії, в регіоні Самцхе-Джавахеті, за 2 км від Тмогві.
Датується VIII століттям, пізніше недалеко від нього заснований знаменитий монастир Вардзіа (XII ст.). В 1204 р. в Ваніс Квабебі побудована захисна стіна. У комплекс входить кілька рівнів тунелів і дві церкви.
Не раз ставав ареною середньовічних битв: в 1553 році монастир брав приступом атабег Кайхосро Джакелі, в 1576 році грузинський загін.